# Carlo Aurelio Widmann
Carlo Aurelio Widmann (Venezia, 6 novembre 1750 – Corfù, 3 gennaio 1798) è stato un ammiraglio italiano.
Patrizio Veneto, nel 1793 fu nominato Provveditore Generale da Mar cioè responsabile generale delle provincie dello Stato da Màr, del denaro necessario al mantenimento della flotta e vice-comandante della stessa (nonché sostituto ad interim del comandante, il Capitano generale da Mar in caso di sua morte). Tale importante incarico aveva sede nell'isola di Corfù, ed egli fu l'ultimo a ricoprirlo.

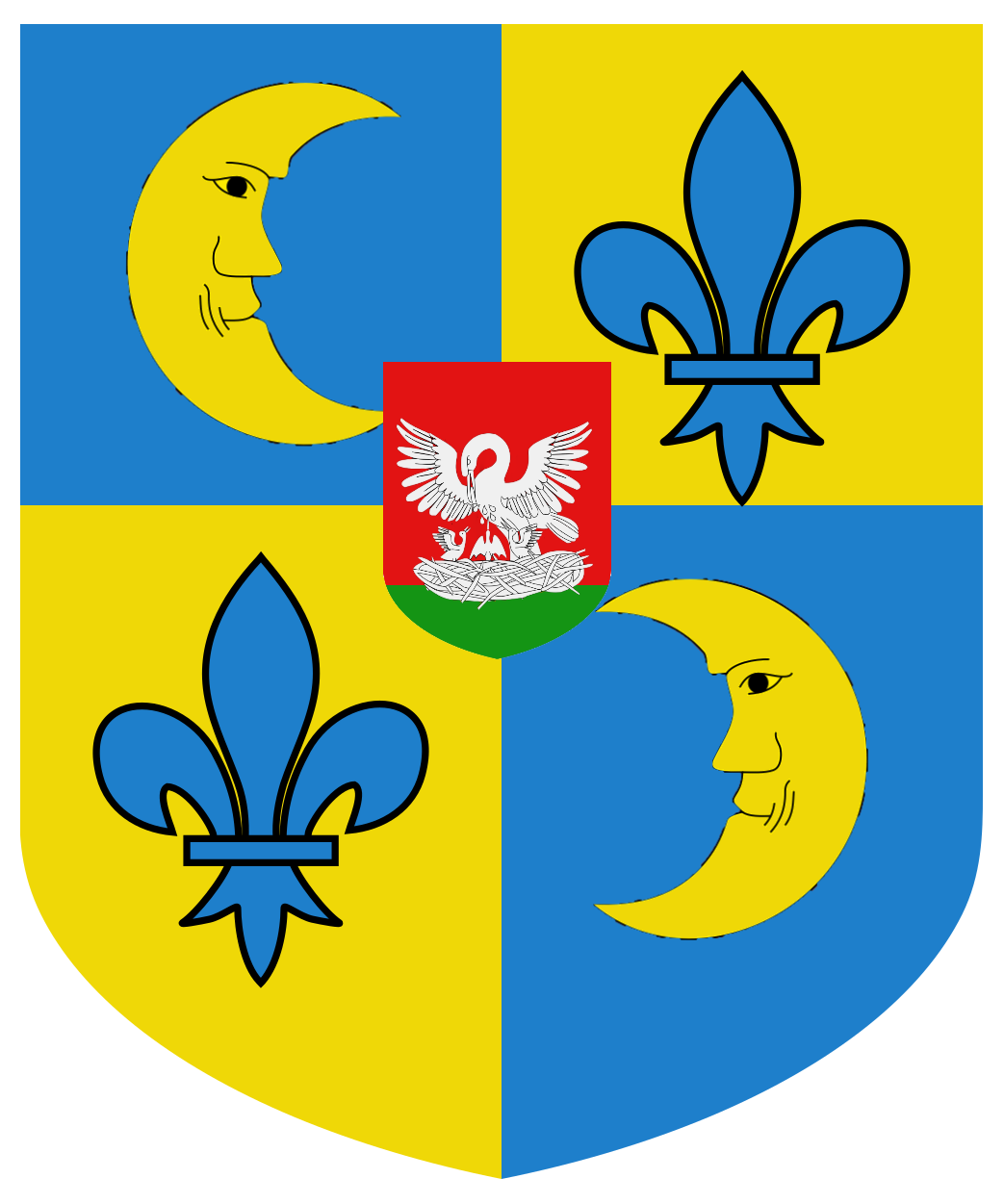
Stemma Widmann

## Biografia
Nasce a Venezia il 6 novembre 1750, parrocchia di San Canzian, figlio di Zuane e Quintilia Rezzonico, all'interno di una famiglia di recente resa nobile, ma ricca e potente. 
Destinato fin da giovane ad entrare in servizio nell'Armata da mar, ne scalò rapidamente le gerarchie militari. Nobile sopra le navi nel 1768, governatore di nave già nel 1771, anche se una dispensa ne posticipò la nomina al 1776, patrona della navi nel 1777, e capitano della navi nel 1783, in sostituzione di Angelo Emo, che aveva lasciato quell'incarico già da qualche anno. Fece anche una carriera nell'amministrazione civile, provveditore sopra banchi nel 1775, provveditore alle Pompe nel 1783, Censore alla città nel 1786, tra i Cinque Savi alla mercanzia nel 1792, provveditore all'arsenale nel 1791, e inquisitore all'arsenale nel 1793. Mentre ricopriva l'ultimo incarico, il 14 settembre 1793 fu nominato Provveditore Generale da Mar, massima carica della flotta. A bordo della fregata Gloria Veneta salpò alla volta di Corfù il 1 luglio 1794.

### La fine della marina da guerra veneziana
Il 2 giugno 1796, con l'approssimarsi del pericolo dovuto all'inizio della campagna d'invasione dell'Italia da parte delle truppe francesi al comando del generale Napoleone Bonaparte il Senato veneziano istituì la carica di Provveditore alle Lagune e ai Lidi che fu affidata a Jacopo Nani. Tommaso Condulmer lasciò il comando dell'Armata Grossa di stanza Corfù a Leonardo Correr e rientrò a Venezia per affiancarlo come luogotenente
Nel maggio 1797 la flotta veneziana contava ancora ben 214 unità in servizio, tra cui 35 di primo e secondo rango di cui 14 in servizio attivo e 21 in fase di costruzione. Dopo la caduta della Repubblica di Venezia, avvenuta il 12 maggio 1797, all'atto i francesi si impadronirono dell’Arsenale, della Flottiglia Lagunare e della Divisione della Sacca di Piave, coi vascelli Eolo, Vittoria e Galatea, la fregata grossa Minerva, la fregata leggera Bellona e la corvetta Aquila. Tre navi e 15 unità sottili furono utilizzate per il trasportare del corpo di occupazione franco-cisalpino a Corfù, dove il 28 giugno in qualità di Provveditore generale da Mar egli consegnò le unità della Divisione del Levante, con altre 9 navi di primo e secondo rango. Si trattava dei vascelli Medea, San Giorgio e Vulcano, fregate grosse Fama, Palma e Gloria Veneta, fregate leggere Cerere, Medusa e Brillante. Si spense a Corfù poco tempo dopo, il 3 gennaio 1798, a causa delle febbri contratte.  In risposta all'accusa mossagli da alcuni eminenti cittadini dell'isola riguardante la consegna di Corfù ai francesi scrisse un manoscritto a sua discolpa dal titolo Discorso apologetico scritto dal nobil uomo s. co. Carlo Aurelio Widmann provveditore generale da mar nell'isole del Veneto levante con l'aggiunta di alcune illustrazioni e documenti relativi uscito postumo nel 1799.
Fu anche scrittore di cose militari sia terrestri che navali. Nel 1768 diede alle stampe il volume La fortificazione universale tanto terrestre che marittima, uno studio applicato di geometria, trigonometria, aritmetica, algebra, architettura civile, meccanica, idraulica e artiglieria, e nel 1773 ''La nave ben manovrata, ossia, Trattato di manovra, sull'uso della navi della flotta.

## Pubblicazioni
- Trattato sulla mattadura della navi.
- La fortificazione universale tanto terrestre che marittima, 1768.
- La nave ben manovrata, ossia, Trattato di manovra, 1773.
- Nuova teoria dell'arboratura delle navi.
- In Nome della Sovranità del Popolo: la Municipalità provvisoria di Venezia: Data 12. Fruttifero (29. Agosto 1797), Per li Pinelli, Zatta, e Pasquali, Stampatori del Governo, Venezia, 1797.
- Discorso apologetico scritto dal nobil uomo s. co. Carlo Aurelio Widmann provveditore generale da mar nell'isole del Veneto levante con l'aggiunta di alcune illustrazioni e documenti relativi, Venezia, 1799.
- Carlo Aurelio Widmann provveditore generale da Mar, Dispacci da Corfù (1795-1797), vol. I. 1794-1796, con Filippo Maria Paladini (a cura di), La Malcontenta, Venezia, 1997.
- Carlo Aurelio Widmann provveditore generale da Mar, Dispacci da Corfù (1795-1797), vol. II. 1796-1797, con Filippo Maria Paladini (a cura di), La Malcontenta, Venezia, 1997.

### Annotazioni
1. ↑  Forma di apprendistato marittimo obbligatorio che vedeva il giovane affiancare un comandante di galea.
2. ↑  Comandante di una squadra di navi a batteria.
3. ↑  Che fu l'ultimo Capitano Straordinario della Navi in servizio con la Repubblica di Venezia.
4. ↑  Suddivise tra la Divisione della sacca di Piave di stanza a Venezia, e quella del Levante di stanza a Corfù.
5. ↑  Sugli scali dell'Arsenale si trovavano, in varie fasi costruttive, 13 vascelli da 74 e 66 cannoni, 6 fregate grosse da 66 cannoni, 2 fregate leggere, 3 galee, 1 bombarda, 2 cutter e 8 cannoniere.

### Fonti
1. ↑  Moschini 1806, p. 221.
2. 1 2 3  Chiggiato 1995, p. II.
3. 1 2  Chiggiato 1995, p. III.
4. 1 2  Dandolo 1855, p. 196.
5. ↑  Dandolo 1855, p. 164.
6. ↑  Levi 1896, p. 50.
7. 1 2 3  Levi 1896, p. 39.
8. ↑  Levi 1896, p. 38.
9. 1 2  Levi 1896, p. 40.
10. 1 2 3 4  Levi 1896, p. 41.
11. ↑  Rösch Widmann 1980, p. 18.